# Michael Dellwing
Michael Dellwing (* 1977) ist ein deutscher Soziologe. Er ist Privatdozent an der Universität Kassel. Im Zentrum seiner Publikationen steht die interaktionistische Soziologie.

## Leben
Dellwing legte 2000 die Zwischenprüfung in Amerikanistik an der Universität Frankfurt ab und wechselte dann in die Vereinigten Staaten. Dort erwarb er 2003 das Bachelor-Examen an der Georgia Southern University und kehrte nach Deutschland zurück. 2005 bestand er das Master-Examen an der Universität Kassel. Ebenfalls in Kassel wurde er 2009 im Fach Soziologie promoviert, Doktorvater war Heinz Bude. 2016 folgte die Habilitation mit einer Arbeit über Fernsehserien. Von 2005 bis 2007 war Dellwing Lehrbeauftragter an der Universität Kassel, von 2007 bis 2010 Lehrkraft für besondere Aufgaben am Lehrstuhl Makrosoziologie und seit seiner Promotion wissenschaftlicher Assistent am selben Lehrstuhl. Zudem ist er wissenschaftlicher Mitarbeiter am Methodenzentrum der Universität Lüneburg.
Dellwig ist Mitglied der Society for the Study of Symbolic Interaction, der International Pragmatism Society und der Sektion „Soziale Probleme“ der Deutschen Gesellschaft für Soziologie (DGS). Er gab eine Sammlung von Schriften Herbert Blumers und Außenseiter. Zur Soziologie abweichenden Verhaltens von Howard S. Becker heraus.

## Schriften (Auswahl)

### Monographien
- Kult(ur)serien. Produktion, Inhalt und Publikum im looking-glass television. Springer VS, Wiesbaden 2017, ISBN 978-3-658-13184-5.
- Recht und Devianz als Interaktion. Devianz- und Rechtssoziologie in Prozessstudien. Springer VS, Wiesbaden 2015, ISBN 978-3-658-04269-1.
- Zur Aktualität von Erving Goffman. Springer VA, Wiesbaden 2014, ISBN 978-3-531-19260-4.
- Mit Robert Prus: Einführung in die interaktionistische Ethnografie. Soziologie im Außendienst. Springer VS 2011, ISBN 978-3-531-18268-1.
- Globalisierung und religiöse Rhetorik. Heilsgeschichtliche Aspekte in der Globalisierungsdebatte. Campus, Frankfurt am Main/New York 2008, ISBN 978-3-593-38583-9.

### Herausgeberschaften
- Mit Martin Harbusch: Pathologisierte Gesellschaft? Beltz Juventa, Weinheim 2019, ISBN 978-3-7799-6077-5 (12. Beiheft des Kriminologischen Journals).
- Mit Heinz Bude und Scott Grills: Kleine Geheimnisse. Alltagssoziologische Einsichten. Springer VS, Wiesbaden 2015, ISBN 978-3-658-00486-6.
- Mit Martin Harbusch: Vergemeinschaftung in Zeiten der Zombie-Apokalypse. Gesellschaftskonstruktionen am fantastischen Anderen. Springer VS, Wiesbaden 2015, ISBN 978-3-658-01721-7.
- Mit Martin Harbusch: Krankheitskonstruktionen und Krankheitstreiberei. Die Renaissance der soziologischen Psychiatriekritik. Springer VS, Wiesbaden 2013, ISBN 978-3-531-18783-9.
- Mit Helge Peters: Langweiliges Verbrechen. Warum KriminologInnen den Umgang mit Kriminalität interessanter finden als Kriminalität. VS-Verlag, Wiesbaden 2011, ISBN 978-3-531-17515-7.